# Hoslovice
Hoslovice é uma comuna checa localizada na região da Boêmia do Sul, distrito de Strakonice.